# Jazierce
Jazierce (název je v jednotném čísle) je jedna z osad na jihu Ružomberku. Nachází se v Revúckém údolí (dolině) ve Velké Fatře. V minulosti tu bylo vybudováno rekreační středisko sloužící jako pionýrský tábor. Později toto středisko sloužilo jako záchytný azylový tábor pro uprchlíky.
Z přírodního hlediska má oblast krasový charakter a patří do Demänovského krasu, podobně jako všechny ostatní oblasti v okolním regionu. Důkazem jsou drobné masivy travertinu, nacházející se v ústí doliny. Na toto podloží se váže zajímavá vegetace typická pro tento biotop. Největší zajímavostí této oblasti jsou však početné vývěry, ponory a drobná jezírka, která dávají celé oblasti typický vzhled a název. Celá oblast je díky svému travertinovému podloží bohatou zásobárnou pitné vody. Svou zásobárnu tu má ružomberská sodovkárna.